# Ungarische Fußballnationalmannschaft (U-21-Männer)
Die ungarische U-21-Fußballnationalmannschaft ist eine Auswahlmannschaft ungarischer Fußballspieler. Sie untersteht dem Magyar Labdarúgó Szövetség und repräsentiert den Verband international auf U-21-Ebene, etwa in Freundschaftsspielen gegen die Auswahlmannschaften anderer nationaler Verbände oder bei Europameisterschaften des Kontinentalverbandes UEFA.

## Turnierteilnahmen
Die ungarische U-21-Nationalmannschaft konnte sich bisher vier Mal für ein kontinentales Turnier der UEFA sportlich qualifizieren, größter Erfolg war die Halbfinalteilnahme gegen Spanien beim Turnier 1986. Bei der Endrunde 2021 war die Auswahlmannschaft als Co-Gastgeber neben Slowenien automatisch qualifiziert und schied in der Vorrunde aus.
- 1978: Viertelfinale
- 1980: Viertelfinale
- 1982: nicht qualifiziert
- 1984: nicht qualifiziert
- 1986: Halbfinale
- 1988: nicht qualifiziert
- 1990: nicht qualifiziert
- 1992: nicht qualifiziert
- 1994: nicht qualifiziert
- 1996: Viertelfinale
- 1998: nicht qualifiziert
- 2000: nicht qualifiziert
- 2002: nicht qualifiziert
- 2004: nicht qualifiziert
- 2006: nicht qualifiziert
- 2007: nicht qualifiziert
- 2009: nicht qualifiziert
- 2011: nicht qualifiziert
- 2013: nicht qualifiziert
- 2015: nicht qualifiziert
- 2017: nicht qualifiziert
- 2019: nicht qualifiziert
- 2021: Gastgeber
- 2023: nicht qualifiziert